# Arcidiocesi di Samarinda

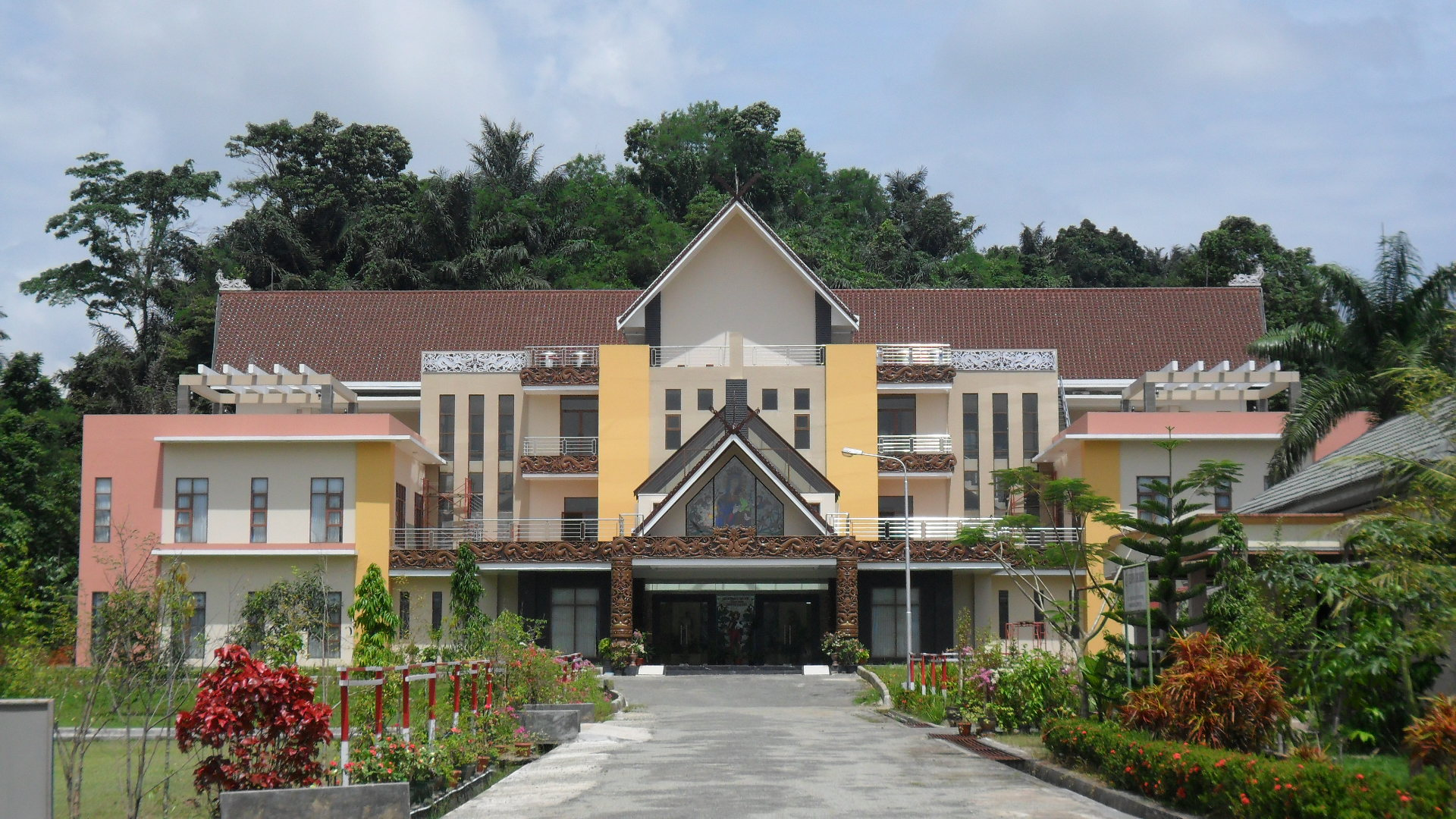
Il palazzo vescovile di Samarinda, sede della curia arcivescovile.

L'arcidiocesi di Samarinda (in latino Archidioecesis Samarindaensis) è una sede metropolitana della Chiesa cattolica in Indonesia. Nel 2022 contava 146.500 battezzati su 3.807.000 abitanti. È retta dall'arcivescovo Justinus Harjosusanto, M.S.F.

## Territorio
L'arcidiocesi si trova nella parte indonesiana dell'isola del Borneo, nel Kalimantan Orientale, e comprende le città di Samarinda, Balikpapan e Bontang, e le reggenze di Kutai occidentale, Kutai Kartanegara, Kutai Orientale, Paser e Penajam Paser Settentrionale.
Sede arcivescovile è la città di Samarinda, dove si trova la cattedrale di Santa Maria del Perpetuo Soccorso.
Il territorio si estende su 104.886 km² ed è suddiviso in 26 parrocchie.

### Provincia ecclesiastica
La provincia ecclesiastica di Samarinda , istituita nel 2003, comprende le seguenti suffraganee:
- la diocesi di Banjarmasin,
- la diocesi di Palangkaraya,
- la diocesi di Tanjung Selor.

## Storia
Il vicariato apostolico di Samarinda fu eretto il 21 febbraio 1955 con la bolla Quod Christus di papa Pio XII, ricavandone il territorio dal vicariato apostolico di Bandjarmasin (oggi diocesi di Banjarmasin).
Il 18 aprile 1958, con la lettera apostolica Quae materno, lo stesso papa Pio XII proclamò la Beata Maria Vergine del Perpetuo Soccorso patrona principale del vicariato apostolico.
Il 3 gennaio 1961 il vicariato apostolico fu elevato a diocesi con la bolla Quod Christus di papa Giovanni XXIII. Originariamente era suffraganea dell'arcidiocesi di Pontianak.
Il 22 dicembre 2001 cedette una porzione del suo territorio a vantaggio dell'erezione della diocesi di Tanjung Selor.
Il 14 gennaio 2003 la diocesi è stata elevata al rango di arcidiocesi metropolitana con la bolla Cum Ecclesia di papa Giovanni Paolo II.

## Cronotassi dei vescovi
Si omettono i periodi di sede vacante non superiori ai 2 anni o non storicamente accertati.
- Jacques Henri Romeijn, M.S.F. † (10 luglio 1955 - 11 febbraio 1975 dimesso)
  - Sede vacante (1975-1987)
- Michael Cornelis C. Coomans, M.S.F. † (30 novembre 1987 - 6 maggio 1992 deceduto)
- Florentinus Sului Hajang Hau, M.S.F. † (5 aprile 1993 - 18 luglio 2013 deceduto)
- Justinus Harjosusanto, M.S.F., dal 16 febbraio 2015

## Statistiche
L'arcidiocesi nel 2022 su una popolazione di 3.807.000 persone contava 146.500 battezzati, corrispondenti al 3,8% del totale.
| anno | popolazione | popolazione | popolazione | presbiteri | presbiteri | presbiteri | presbiteri                | diaconi | religiosi | religiosi | parrocchie |
| anno | battezzati  | totale      | %           | numero     | secolari   | regolari   | battezzati per presbitero | diaconi | uomini    | donne     | parrocchie |
| ---- | ----------- | ----------- | ----------- | ---------- | ---------- | ---------- | ------------------------- | ------- | --------- | --------- | ---------- |
| 1969 | 14.500      | 900.000     | 1,6         | 18         | 1          | 17         | 805                       |         | 19        | 23        | 8          |
| 1980 | 38.170      | 1.065.000   | 3,6         | 25         | 2          | 23         | 1.526                     |         | 31        | 21        | 14         |
| 1990 | 64.653      | 1.662.478   | 3,9         | 34         | 3          | 31         | 1.901                     |         | 33        | 38        | 23         |
| 1999 | 125.272     | 2.294.841   | 5,5         | 13         | 13         |            | 9.636                     |         | 3         | 69        | 35         |
| 2000 | 134.937     | 2.294.851   | 5,9         | 51         | 15         | 36         | 2.645                     |         | 50        | 72        | 37         |
| 2001 | 158.053     | 2.637.755   | 6,0         | 50         | 15         | 35         | 3.161                     |         | 49        | 73        | 39         |
| 2002 | 99.888      | 1.538.601   | 6,5         | 31         | 19         | 12         | 3.222                     |         | 26        | 55        | 15         |
| 2003 | 162.257     | 1.483.711   | 10,9        | 34         | 13         | 21         | 4.772                     |         | 25        | 73        | 23         |
| 2004 | 122.428     | 2.374.744   | 5,2         | 35         | 14         | 21         | 3.497                     |         | 25        | 70        | 23         |
| 2010 | 97.171      | 2.567.000   | 3,8         | 41         | 15         | 26         | 2.370                     |         | 29        | 66        | 25         |
| 2014 | 116.559     | 3.014.261   | 3,9         | 48         | 18         | 30         | 2.428                     |         | 33        | 79        | 25         |
| 2017 | 154.754     | 3.772.000   | 4,1         | 52         | 25         | 27         | 2.976                     |         | 29        | 81        | 25         |
| 2020 | 146.000     | 3.489.102   | 4,2         | 61         | 29         | 32         | 2.393                     |         | 34        | 84        | 26         |
| 2022 | 146.500     | 3.807.000   | 3,8         | 64         | 32         | 32         | 2.289                     |         | 35        | 84        | 26         |